# Ballhausen
Ballhausen település Németországban, azon belül Türingiában. Lakosainak száma 844 fő (2023. december 31.).

## Népesség
A település népességének változása:
| Lakosok száma | 891  | 836  | 823  | 819  | 826  | 844  |
|               | 2014 | 2017 | 2019 | 2021 | 2022 | 2023 |